# Fender Cyclone II
La Fender Cyclone II è una chitarra elettrica prodotta da Fender. Introdotta come successore della Fender Cyclone nel luglio 2002, la Cyclone II presenta delle differenze come le strisce da corsa della Fender Mustang e i pick-up presi in prestito dalla Fender Jaguar.
La Cyclone II ha un manico di 24,75 pollici, un tremolo sincronizzato stile Stratocaster e un interruttore on/off per ogni pick-up.
Dal gennaio 2007 la produzione della Cyclone II è stata interrotta.